# Crédit Agricole Suisse Open Gstaad 2012
Il Crédit Agricole Suisse Open Gstaad 2012 è stato un torneo di tennis giocato sulla terra rossa. È stata la 98ª edizione del Crédit Agricole Suisse Open Gstaad, che fa parte dell'ATP World Tour 250 Series nell'ambito dell'ATP World Tour 2012. Si è tenuto alla Roy Emerson Arena a Gstaad, Svizzera, dal 14 al 22 luglio 2012.

## Partecipanti

### Teste di serie
| Giocatore | Nazione           | Ranking* | Testa di serie |
| --------- | ----------------- | -------- | -------------- |
| Serbia    | Janko Tipsarević  | 8        | 1              |
| Spagna    | Marcel Granollers | 24       | 2              |
| Svizzera  | Stan Wawrinka     | 25       | 3              |
| Russia    | Michail Južnyj    | 28       | 4              |
| Spagna    | Feliciano López   | 29       | 5              |
| Francia   | Julien Benneteau  | 32       | 6              |
| Colombia  | Santiago Giraldo  | 43       | 7              |
| Australia | Bernard Tomić     | 45       | 8              |

*Teste di serie basate sul ranking al 9 luglio.

### Altri partecipanti
I seguenti giocatori hanno ricevuto una wild card per il tabellone principale:
- Sandro Ehrat
- Henri Laaksonen
- Bernard Tomić

I seguenti giocatori sono passati dalle qualificazioni:

- Dustin Brown
- Martin Fischer
- Jan Hernych
- Matteo Viola

## Campioni

### Singolare
Thomaz Bellucci ha sconfitto in finale  Janko Tipsarević per 6(6)–7, 6–4, 6–2.
- È il terzo titolo in carriera per Bellucci, il primo nel 2012.

### Doppio
Marcel Granollers /  Marc López hanno sconfitto in finale  Robert Farah /  Santiago Giraldo per 6–4, 7–6(9).